# Rhinyptia rostrata
Rhinyptia rostrata är en skalbaggsart som beskrevs av Hermann Burmeister 1844. Rhinyptia rostrata ingår i släktet Rhinyptia och familjen Rutelidae. Inga underarter finns listade i Catalogue of Life.